# ムンゴ国立公園

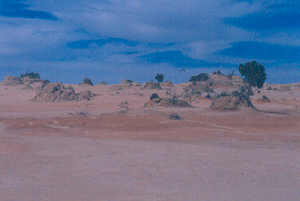
Mungo Lunette

マンゴ国立公園（Mungo National Park）は、オーストラリア ニューサウスウェールズ州 南西, Balranald Shire に位置する国立公園。
ウィランドラ湖群地域 (面積：2,400 km sq, 世界遺産) の一部。 

シドニーの西部、876 km。
公園内のマンゴ湖畔で、オーストラリア最古の人類の遺物マンゴマン 、最古の火葬が施された人類の遺物マンゴレディ が発見されている。
- 座標：33°44′56″S, 143°08′08″E
- 近接する町：Pooncarie
- 面積：278.47 km²
- 設立：1979年4月6日
- 運営機関：  New South Wales National Parks and Wildlife Service
- IUCN カテゴリー：Ⅱ